# Oreohelix jugalis
Oreohelix jugalis је пуж из реда Stylommatophora и фамилије Oreohelicidae. 

## Угроженост
Ова врста се сматра рањивом у погледу угрожености врсте од изумирања.

## Распрострањење
Сједињене Америчке Државе су једино познато природно станиште врсте.

## Станиште
Врста Oreohelix jugalis има станиште на копну.